# Frigyes Szapáry
Frigyes (Friedrich / Bedřich) hrabě Szapáry (Frigyes (Friedrich) gróf (Graf) Szapáry de Szapár, Muraszombat et Széchy-Sziget; 5. nebo 15. listopadu 1869 Budapešť – 18. března 1935 Vídeň) byl rakousko-uherský diplomat. Díky příslušnosti k vysoké šlechtě a příbuzenským vazbám dosáhl před první světovou válkou vlivného postavení v zahraniční politice Rakouska-Uherska. V letech 1913–1914 byl rakousko-uherským velvyslancem v Rusku.

## Životopis
Pocházel z uherské šlechtické rodiny Szapáryů, které od roku 1722 náležel hraběcí titul. Narodil se jako třetí ze čtyř dětí (všichni sourozenci zemřeli v dětství nebo raném mládí), jeho otcem byl c.k. polní podmaršál hrabě Lázsló Szapáry (1831–1883), matka Marianne (1835–1906) byla dcerou generála a císařského generálního pobočníka hraběte Karla Ludwiga Grünna.
Frigyes vstoupil v roce 1895 do služeb ministerstva zahraničí, o rok později složil diplomatické zkoušky, ale aktivním diplomatem se stal až o pět let později. Mezitím absolvoval jednoroční dobrovolnou službu v c. k. armádě a později byl povýšen do hodnosti poručíka u uherské zeměbrany. Od roku 1900 působil jako neplacený atašé v Římě,, kde byl v roce 1903 povýšen na vyslaneckého sekretáře. Na této pozici přešel ještě v roce 1903 do Berlína a v roce 1905 do Mnichova. Od roku 1907 působil ve Vídni na ministerstvu zahraničí na postu ministerského rady. kde byl od roku 1912 II. sekčním šéfem. Spolu s Hoyosem a Forgáchem patřil k vlivným strůjcům politiky ministra zahraničí Aehrenthala. Po nástupu nového ministra zahraničí Leopolda Berchtolda byl v letech 1913–1914 rakousko-uherským velvyslancem v Petrohradě, kde sehrál významnou úlohu v době mezinárodní krize v důsledku sarajevského atentátu U petrohradského dvora nakonec předal depeši o vyhlášení války Srbsku a došlo k přerušení diplomatických styků. Na začátku první světové války se vrátil do Vídně, krátce byl ještě s titulem velvyslance přidělen na ministerstvo zahraničí, ale již v roce 1915 odešel do soukromí.  

## Tituly a ocenění
Jako příslušník staré šlechtické rodiny byl v roce 1894 jmenován c. k. komořím. Ve funkci velvyslance v Rusku obdržel titul c. k. tajného rady s nárokem na oslovení Excelence. V roce 1915 byl jmenován členem uherské Sněmovny magnátů. Během působení v diplomatických službách získal řadu vyznamenání.
- rytířský kříž Řádu sv. Štěpána (Rakousko-Uhersko)
- velkokříž Řádu italské koruny (Itálie)
- rytíř Řádu sv. Mořice a sv. Lazara (Itálie)
- komtur Řádu svatého Řehoře Velikého (Papežský stát)
- velkokříž Královského řádu za občanské zásluhy (Bulharsko)
- velkodůstojník Řádu Leopolda (Belgie)
- Řád sv. Michaela I. třídy (Bavorsko)
- rytíř Řádu Albrechtova (Sasko)
- rytíř Řádu Bertholda I. (Bádensko)

## Rodina
V roce 1908 se ve Vídni oženil s princeznou Marií Hedvikou Windischgrätzovou (1878–1918), dcerou předlitavského ministerského předsedy a dlouholetého předsedy Panské sněmovny knížete Alfreda III. Augusta z Windischgrätze. Hedvika byla dámou Řádu hvězdového kříže a c. k. palácovou dámou. Manželé měli čtyři děti, z toho dva syny. Mladší syn Vincenc Alfred (1914) zemřel krátce po narození, starší syn László (1910–1998) byl sportovním střelcem a reprezentantem Rakouska na trojích olympijských hrách.